# Incêndios florestais na Coreia do Sul em 2025

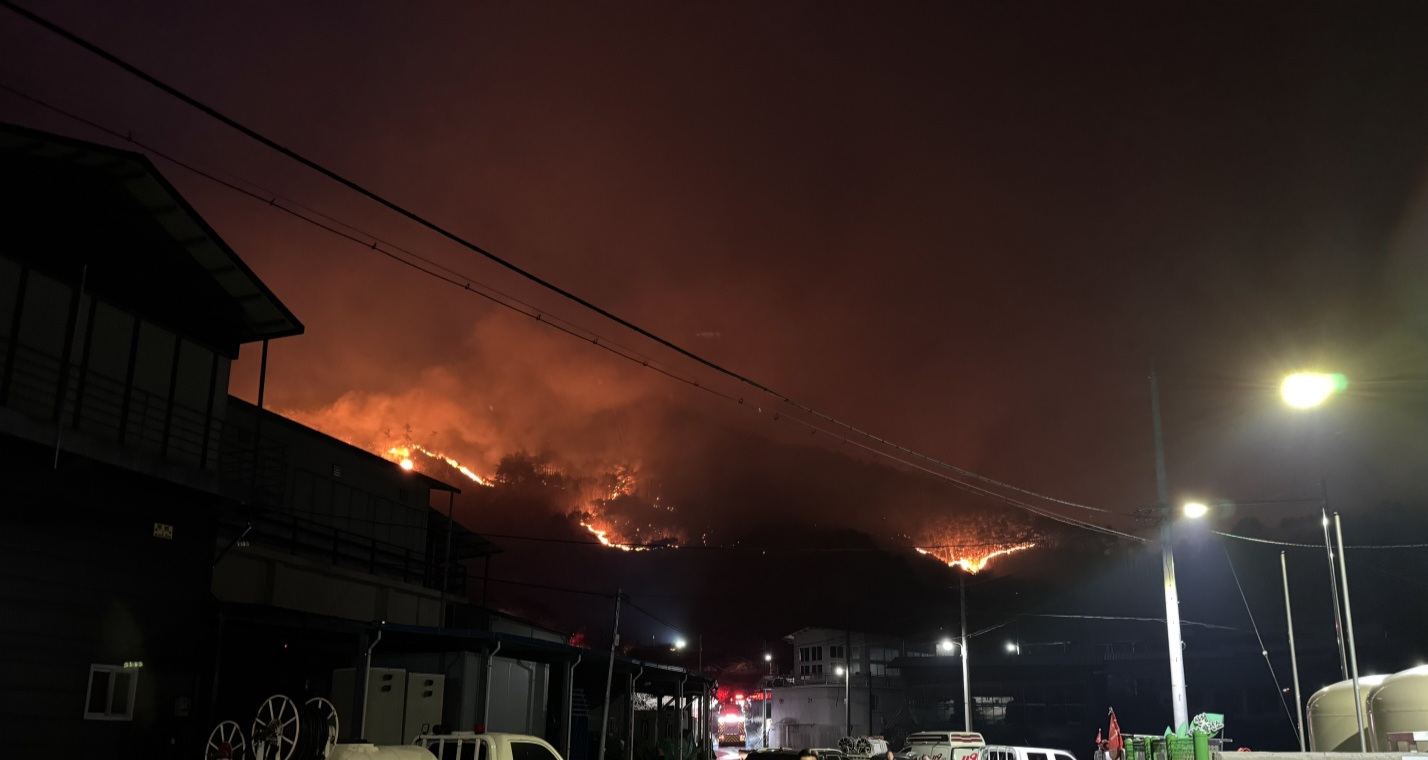
Incêndio em Gyeongsang do Sul

Desde 21 de março de 2025, a Coreia do Sul tem enfrentado um grave surto de incêndios florestais envolvendo mais de 20 focos distintos ocorrendo simultaneamente em todo o país. O desastre matou 28 pessoas, incluindo três bombeiros e um funcionário do governo, e deslocou mais de 37 mil pessoas. O primeiro incêndio significativo ocorreu no Condado de Sancheong, seguido pelo incêndio mais significativo no Condado de Uiseong, o que levou a evacuações generalizadas e mobilizou amplos recursos de combate a incêndios. Em resposta à emergência, várias províncias foram oficialmente designadas como zonas de desastre pelo governo nacional.
Os incêndios florestais foram considerados os piores da história da Coreia do Sul pelo presidente em exercício Han Duck-soo.

## Incêndios florestais
O incêndio no condado de Sancheong começou em 21 de março de 2025 e, na noite de 22 de março, havia consumido aproximadamente 490 hectares de terra. A topografia montanhosa combinada com ventos fortes e condições secas dificultaram significativamente os esforços de contenção, com os bombeiros conseguindo apenas 35% de contenção, apesar da mobilização substancial de recursos para combater o incêndio florestal, depois de terem atingido anteriormente 70% de contenção. Os incêndios na província de Gyeongsang do Norte queimaram aproximadamente 300 hectares, enquanto Gimhae sofreu incêndios significativos adicionais que exigiram evacuações. Um incêndio florestal irrompeu em Ulsan, no condado de Ulju.
Foram relatados incidentes adicionais de incêndios florestais na província central de Chungcheong e no sudoeste da província de Jeolla, indicando o alcance nacional da emergência.
Incêndios florestais adicionais que ocorreram simultaneamente afetaram diversas regiões no centro e sul da Coreia do Sul . O Serviço Florestal da Coreia emitiu os seus alertas de incêndio "graves" de nível mais alto para 12 locais, incluindo Daejeon, Busan e as províncias de Gyeongsang do Norte e do Sul. O alerta foi posteriormente emitido para todo o país.

## Vítimas e danos

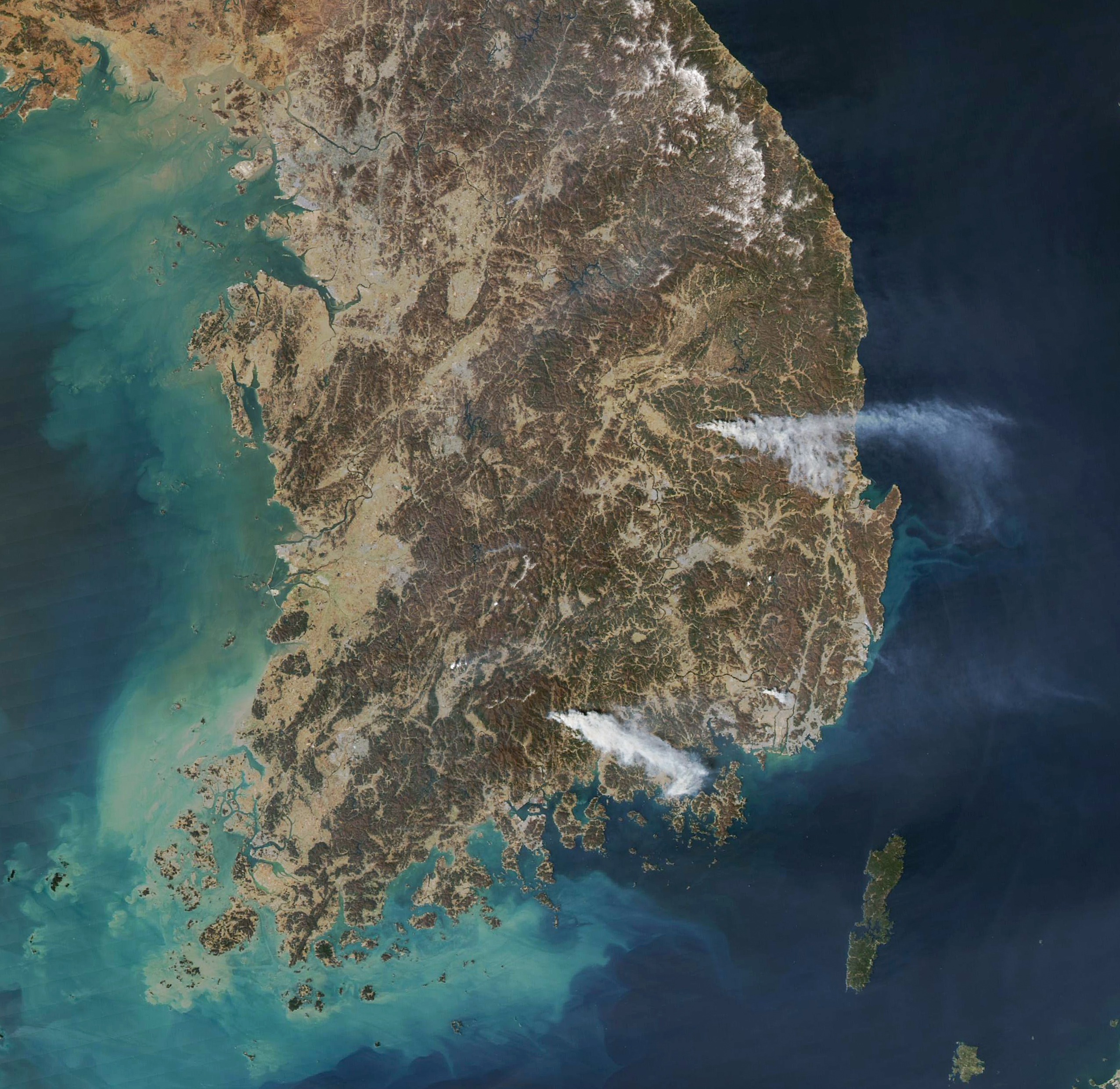
Foto de satélite, 22 de março

Pelo menos 28 pessoas morreram nos incêndios florestais, enquanto outras 26 ficaram feridas, seis delas gravemente. É o incêndio florestal mais mortal na Coreia do Sul desde que os registos começaram em 1987. Vinte dos mortos eram originários de Uiseong, enquanto quatro eram de Sancheong. A maioria dos mortos tinha entre sessenta e setenta anos. As mortes confirmadas incluem três bombeiros e um funcionário do sector público que morreram durante o combate ao incêndio no Condado de Sancheong. Cinco outros socorristas sofreram ferimentos durante as operações de combate a incêndios e necessitaram de tratamento médico. Um civil ficou ferido.
Dois civis foram encontrados mortos durante a evacuação do incêndio de Uiseong em Cheongsong e Andong, respectivamente. Três civis em Yeongdeok e cinco em Yeongyang também foram encontrados mortos. O chefe da aldeia de Samui-ri foi morto juntamente com a sua esposa e dois parentes morreram depois de o seu carro ter sido atingido pelos incêndios.
Uma pessoa também desapareceu em Cheongsong, enquanto pelo menos 209 casas e fábricas foram destruídas.
Em 25 de março, o Templo Gounsa, uma das sedes da Ordem Jogye, foi severamente danificado pelo incêndio. Várias estruturas, incluindo Gaunru e Yeonsujeon, ambos tesouros, foram queimadas. Apenas nove dos 30 edifícios do complexo não foram afetados pelo incêndio. O Serviço de Patrimônio da Coreia também confirmou danos em 15 peças do património nacional, principalmente em Uiseong, Andong e Cheongsong. Também ocorreram danos em outros locais culturais, incluindo o Passo Chiljoknyeong em Baegunsan, na província de Gangwon; uma árvore ginkgo de 900 anos e o Santuário Dubangjae da era Goryeo em Hadong, Gyeongsang do Sul; uma floresta perene e uma fortaleza centenária em Ulsan; o Pavilhão Mansae da era Joseon e a Casa Sanam do final do século XVIII em Cheongsong.
Em 26 de março, um helicóptero de combate a incêndios caiu em Uiseong, matando o piloto.

## Investigação
O incêndio florestal de Uiseong foi atribuído pelo presidente interino Han Duck-soo a um acidente causado por uma pessoa que estava cuidando de um túmulo familiar e usou um isqueiro, causando uma faísca. Foi descoberto que o incêndio em Sancheong-Hadong foi causado por um cortador de grama em uma fazenda, enquanto um incêndio em Ulju foi atribuído a uma operação de soldagem em uma fazenda. O incêndio de Gimhae foi causado por um zelador de cemitério que queimou um saco de batatas fritas, enquanto um incêndio florestal em Hamyang foi causado por faíscas de uma cerca soldada como proteção contra a vida selvagem.